# Dichochrysa deserta
Dichochrysa deserta is een insect uit de familie van de gaasvliegen (Chrysopidae), die tot de orde netvleugeligen (Neuroptera) behoort. 
Dichochrysa deserta is voor het eerst wetenschappelijk beschreven door Navás in 1912. Het taxon geldt echter als een nomen dubium.